# Winterthur (stacja kolejowa)
Winterthur – stacja kolejowa w Winterthur, w kantonie Zurych, w Szwajcarii. Znajdują się tu 4 perony.